# Tankgewehr M1918
Il Tankgewehr M1918 è stata un'arma tedesca della prima guerra mondiale prodotta in circa 15800 esemplari. Fu il primo fucile al mondo progettato al solo scopo di colpire bersagli corazzati.

## Sviluppo
L'apparizione dei primi blindati presso gli alleati mise inizialmente i tedeschi in difficoltà.
Un primo rimedio consistette nello sviluppo di munizioni a palla perforante ed ogni soldato di fanteria ne venne dotato di un certo numero.
Tuttavia la blindatura dei carri nemici divenne sempre più spessa e i tedeschi risposero iniziando gli studi per il progetto di una mitragliatrice pesante: questa doveva essere la MG 18 TuF, destinata a contrastare gli aerei e i carri e doveva essere camerata con una munizione di grosso calibro a palla perforante. Tuttavia, dato l'allungarsi dei tempi per la sua messa a punto, lo stato maggiore decise di sviluppare un grosso fucile anticarro camerato per lo stesso tipo di munizione della futura mitragliatrice pesante, la 13,2 mm TuF o 13,2 × 92 SR.
Il 27 novembre 1917 la Mauser fu incaricata della messa a punto della nuova arma. Sei giorni più tardi il progetto fu presentato agli ufficiali del Kaiser. A fine gennaio dell'anno successivo, un prototipo era pronto e la fabbricazione di serie cominciò nel maggio 1918.

## Caratteristiche
Questo fucile è un Mauser 98 più grande e più pesante, con la sola eccezione di essere alimentato a colpo singolo. L'otturatore presenta altri due tenoni di chiusura posteriori oltre ai due anteriori.
Gli organi di mira sono costituiti da un alzo tangenziale a cursore da 100 a 500 m.
L'uso dell'arma richiedeva due soldati. Era dotata di un appoggio posto anteriormente alla fine del fusto del calcio e consistente nel bipiede della MG 08/15.

### Caratteristiche della munizione
- Diametro palla perforante: 13,2 mm
- Lunghezza bossolo: 92 mm